# Géraudot
Géraudot ist eine französische Gemeinde mit 339 Einwohnern (Stand 1. Januar 2022) im Département Aube in der Region Grand Est (vor 2016 Champagne-Ardenne). Sie gehört zum Kanton Brienne-le-Château im Arrondissement Troyes. 

## Geographie
Géraudot liegt etwa 18 Kilometer östlich von Troyes am Lac d’Orient.
Nachbargemeinden sind Rouilly-Sacey im Nordwesten und Norden, Piney im Norden und Osten, Mesnil-Saint-Père im Süden sowie Dosches im Süden und Westen.

## Bevölkerungsentwicklung
| Jahr                       | 1962 | 1968 | 1975 | 1982 | 1990 | 1999 | 2006 | 2011 | 2019 |
| -------------------------- | ---- | ---- | ---- | ---- | ---- | ---- | ---- | ---- | ---- |
| Einwohner                  | 264  | 246  | 239  | 255  | 274  | 291  | 288  | 304  | 337  |
| Quellen: Cassini und INSEE |      |      |      |      |      |      |      |      |      |

## Sehenswürdigkeiten
- Kirche Saint-Pierre-Saint-Paul aus dem 12. Jahrhundert, seit 2015 Monument historique

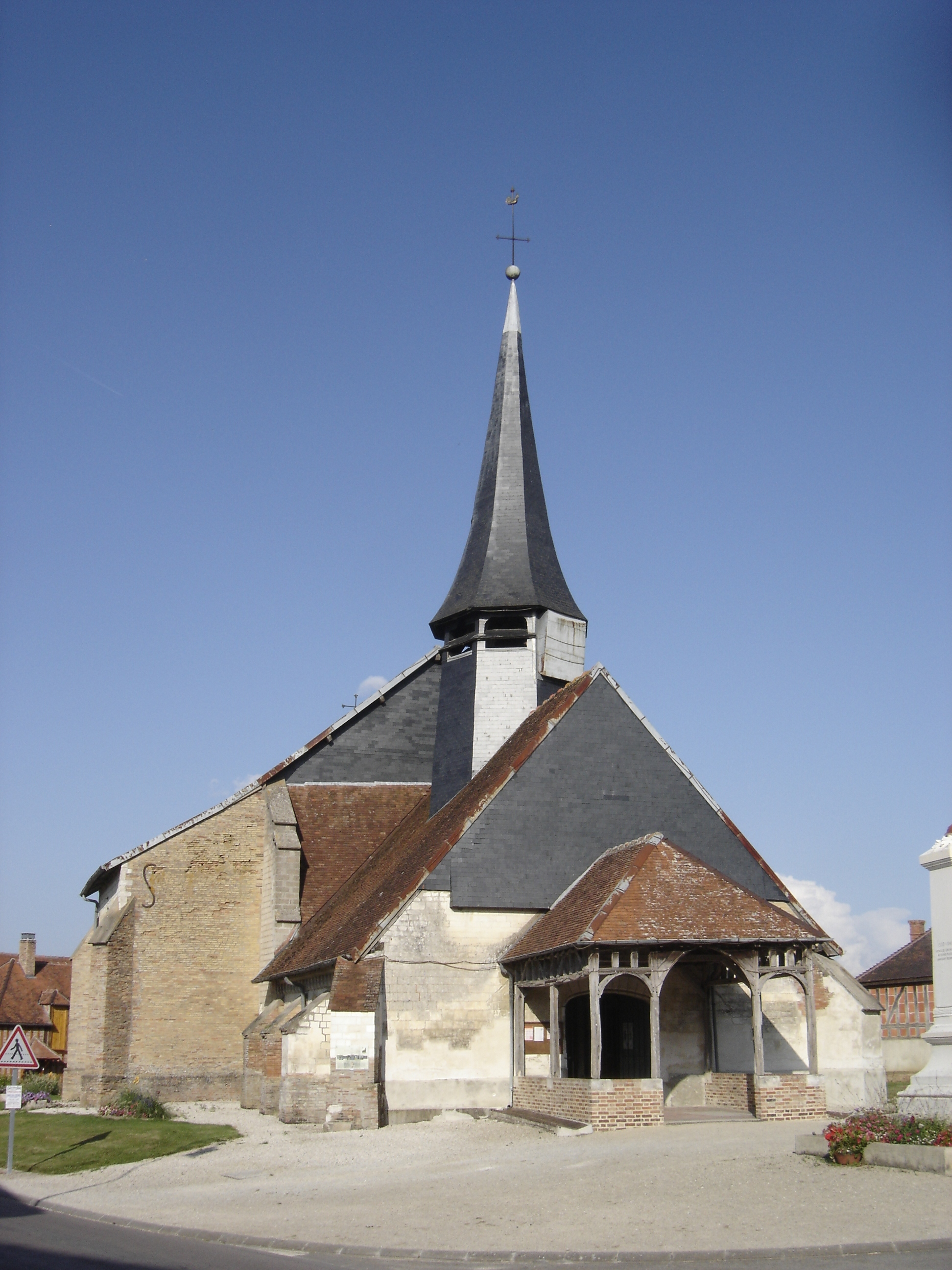
Kirche Saint-Pierre-Saint-Paul